# 义宁公主 (北齐)
义宁公主（?—?），中国南北朝北齐公主，
高洋对斛律金说：“公元勋佐命，父子忠诚，朕当结以婚姻，永为蕃卫。”553年，下诏命义宁公主嫁给斛律金孙斛律武都。成礼之日，文宣帝从皇太后娄昭君到斛律金家，皇后李祖娥、太子高殷及诸王等皆跟从。斛律武都历位特进、太子太保、开府仪同三司、梁州兖州刺史，他不像父祖，并无政绩，唯事聚敛，侵渔百姓。斛律光被杀后，后主高纬遣使到其任所斩杀斛律武都。